# Stichoneuron bognerianum
Stichoneuron bognerianum är en enhjärtbladig växtart som beskrevs av Brigitta Emma Elisabeth Duyfjes. Stichoneuron bognerianum ingår i släktet Stichoneuron och familjen Stemonaceae. Inga underarter finns listade.